# Démographie de l'Europe

Densité de population en Europe en 2017

La population de l'Europe varie suivant les définitions retenues.
D'après l'ONU, l'Europe compte plus de 738 millions d'habitants en 2015 en comptant la Russie mais pas la Turquie ni les pays du Caucase (Arménie, Azerbaïdjan et Géorgie) ni Chypre.
Si la Turquie, les pays du Caucase et Chypre sont inclus, la population européenne est de 835 millions d'habitants en 2015.
La population de l'Union européenne uniquement est de 447,7 millions d'habitants en janvier 2020.
Du fait de la faible natalité et du vieillissement de la population, la population de l'Europe augmente par le solde migratoire. Le solde naturel devrait continuer à diminuer massivement dans les prochaines décennies, sans certitude que le solde migratoire le compense. 

## Évolution démographique

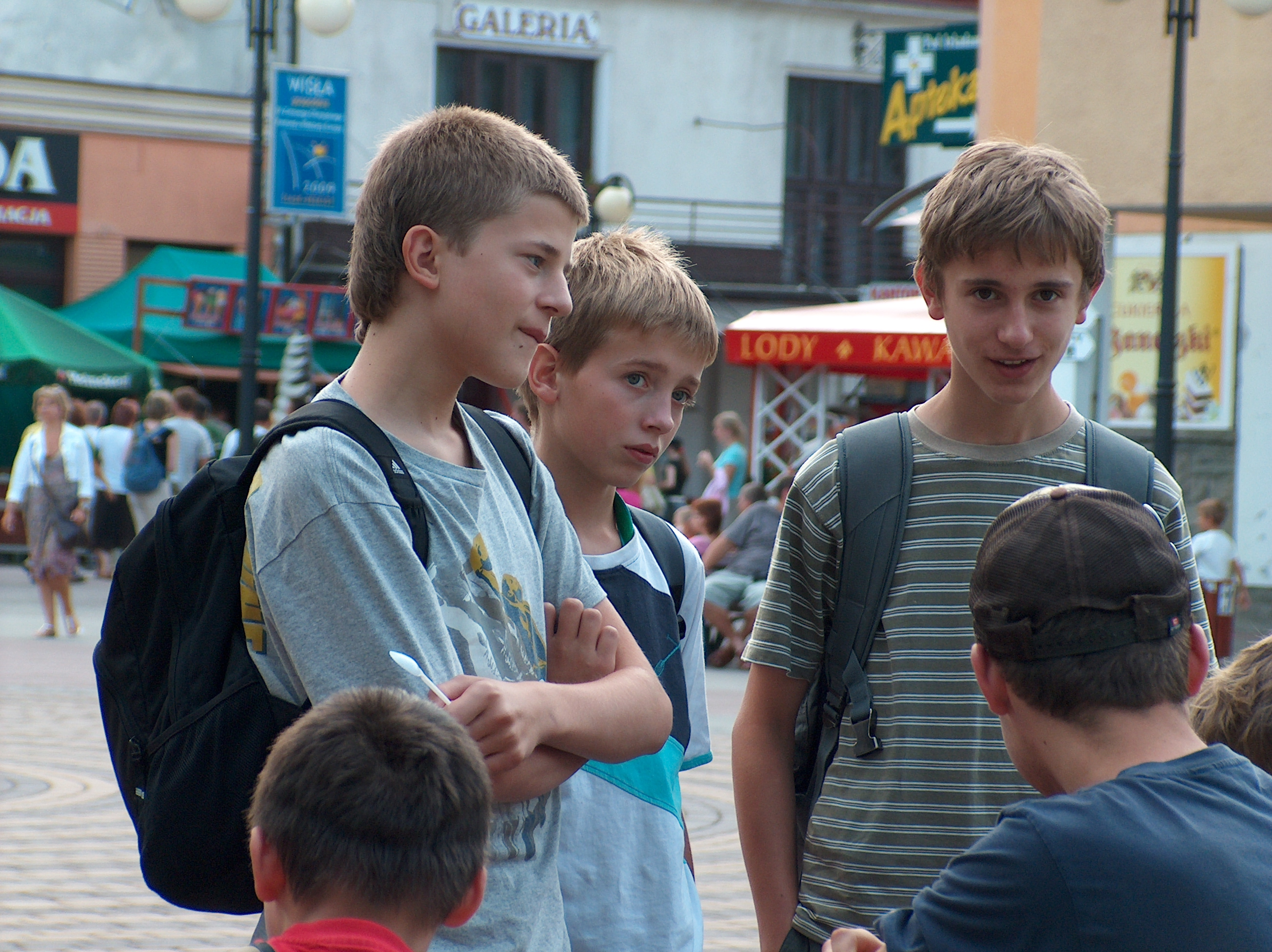
Jeunes européens polonais

Depuis 2015, le solde naturel de la population européenne est négatif,, et l'immigration est le principal facteur d'augmentation de la population.

### Tendances
En 2020, selon la vice-présidente de la Commission européenne chargée de la Démographie et de la Démocratie, Dubravka Suica, plusieurs tendances caractérisent la démographie européenne : « Les gens quittent les zones rurales pour rejoindre les centres urbains, ils migrent de l’est vers l’ouest du continent. La population vieillit, les villages et les petites villes se retrouvent vidés de leur population. ». 
D’après les projections d’Eurostat de 2015, la population de l'Union européenne diminuerait de 108 millions d'habitants à l’horizon 2080 (507 millions en 2014, 399 millions en 2080) en l'absence de migrations. 
D'ici 2050, l'Europe va perdre 49 millions de personnes rien que dans la tranche des actifs soit quasiment 7 % des personnes en âge de travailler. C'est l'équivalent de la force de travail allemande en 2019 qui est appelée à disparaître. 
Parallèlement à cette « implosion interne », une « explosion externe » a lieu en Afrique et qui devrait se répercuter sur l'Europe. Selon des démographes, l'hypothèse de treize millions de migrants africains pour la seule France d'ici à 2050 est réaliste.
Les pays qui resteront fermés à l'immigration feront face à un déclin rapide de leur population comme en Hongrie,. En l'absence d'immigration, la population de l'Italie, par exemple, devrait diminuer de seize millions, en raison de la faible natalité entre 2017 et 2050. 
D'ici 2100, en l'absence d'immigration ou de rebond de la natalité, des pays comme l'Espagne pourraient voir leur population diminuer de moitié. La population de l'Espagne pourrait passer de 46 à 23 millions d'habitants, l'Italie de 61 à 31, le Portugal de 11 à 4,5. La population de la France devrait par contre rester stable.
Les démographes et économistes Jean-Michel Boussemart et Michel Godet s'inquiètent du « silence assourdissant face au suicide démographique de l’Europe à l'horizon 2050 ». Selon Catherine Chatignoux, chef de rubrique Europe aux Échos, l'Europe se dépeuple dans l'indifférence de sa classe politique.
Pour d'autres experts, une réduction de la population active n'est pas nécessairement une catastrophe et pourrait présenter des côtés positifs. Par exemple, cela pourrait être favorable aux salariés, devenus plus rares et donc plus chers la pression sur le logement devrait diminuer et enfin la diminution de la population est l'un des facteurs permettant de préserver l'environnement et la biodiversité,.

## Part de l'Europe dans la population mondiale

Évolution démographique des pays européens (2009).

Depuis 1950, la part de l'Europe dans la population mondiale n'a cessé de diminuer.
En raison des faibles taux de natalité en Europe comparé au reste du monde, la population de l'Europe devrait passer de 25 % en 1900 à 7 % d'ici 2050 de la population mondiale.
| Année | Population de l'Europe | Population mondiale    | Part de l'Europe |
| ----- | ---------------------- | ---------------------- | ---------------- |
| 1750  | 140 000 000            | 629 à 691 millions     | 20,3 % à 22,3 %  |
| 1800  | 187 000 000            | 0,813 à 1,125 milliard | 16,6 % à 23 %    |
| 1850  | 266 000 000            | 1,128 à 1,402 milliard | 19 % à 23,6 %    |
| 1900  | 420 000 000            | 1,550 à 1,762 milliard | 23,8 % à 27,1 %  |
| 1950  | 549 329 000            | 2 536 431 000          | 21,7 %           |
| 1960  | 605 407 000            | 3 034 950 000          | 19,9 %           |
| 1970  | 656 919 000            | 3 700 437 000          | 17,8 %           |
| 1980  | 693 567 000            | 4 458 004 000          | 15,6 %           |
| 1990  | 720 858 000            | 5 327 231 000          | 13,5 %           |
| 2000  | 725 558 000            | 6 143 494 000          | 11,8 %           |
| 2010  | 736 413 000            | 6 956 824 000          | 10,6 %           |
| 2019  | 747 183 000            | 7 713 468 000          | 9,7 %            |

### Réfugiés
Selon le World Refugee Survey 2008 publié par le Comité américain pour les réfugiés et les immigrants, il y avait environ 252 600 réfugiés et demandeurs d'asile en Europe à la fin de 2007.
Les pays européens ont élaboré des politiques d'immigration et des accords avec les pays à la périphérie de l'Europe, qui rendent difficile l'entrée sur le territoire européen. L'Union européenne a établi que les demandeurs d'asile doivent déposer leur demande d'asile dans le premier pays européen où ils entrent, ce qui entraîne que la plupart des réfugiés déposent leur demande dans des pays comme la Grèce, la Pologne et la Slovénie, qui ont des politiques d'immigration et d'offre d'asile moins strictes que les autres pays européens.

## Liste des pays d'Europe par population
| Rang | Pays               | Population  |
| ---- | ------------------ | ----------- |
| —    | Europe             | 835 000 000 |
| —    | Union européenne   | 508 191 116 |
| 1    | Russie             | 146 267 288 |
| 2    | Allemagne          | 81 174 000  |
| 3    | Turquie            | 77 695 904  |
| 4    | France             | 66 352 469  |
| 5    | Royaume-Uni*       | 64 767 115  |
| 6    | Italie             | 60 795 612  |
| 7    | Espagne            | 46 439 864  |
| 8    | Pologne            | 38 005 614  |
| 9    | Ukraine            | 37 289 000  |
| 10   | Roumanie           | 19 861 408  |
| 11   | Pays-Bas           | 16 900 726  |
| 12   | Belgique           | 11 258 434  |
| 13   | Grèce              | 10 812 467  |
| 14   | Tchéquie           | 10 538 275  |
| 15   | Portugal           | 10 374 822  |
| 16   | Hongrie            | 9 849 000   |
| 17   | Suède              | 9 747 355   |
| 18   | Azerbaïdjan        | 9 593 038   |
| 19   | Biélorussie        | 9 480 868   |
| 20   | Autriche           | 8 584 926   |
| 21   | Suisse             | 8 236 573   |
| 22   | Bulgarie           | 7 202 198   |
| 23   | Serbie             | 7 111 973   |
| 24   | Danemark           | 5 659 715   |
| 25   | Finlande           | 5 471 753   |
| 26   | Slovaquie          | 5 421 349   |
| 27   | Norvège            | 5 165 802   |
| 28   | Irlande            | 4 625 885   |
| 29   | Géorgie            | 4 490 498   |
| 30   | Croatie            | 4 225 316   |
| 31   | Bosnie-Herzégovine | 3 825 334   |
| 32   | Moldavie           | 3 555 159   |
| 33   | Arménie            | 3 026 878   |
| 34   | Lituanie           | 2 921 262   |
| 35   | Albanie            | 2 893 005   |
| 36   | Macédoine du Nord  | 2 069 172   |
| 37   | Slovénie           | 2 062 874   |
| 38   | Lettonie           | 1 986 096   |
| 39   | Kosovo             | 1 804 944   |
| 40   | Estonie            | 1 313 271   |
| 41   | Chypre             | 847 008     |
| 42   | Monténégro         | 622 099     |
| 43   | Luxembourg         | 562 958     |
| 44   | Malte              | 429 344     |
| 45   | Islande            | 329 100     |
| 46   | Andorre            | 76 246      |
| 47   | Liechtenstein      | 37 369      |
| 48   | Saint-Marin        | 32 789      |
| 49   | Monaco             | 30 510      |
| 50   | Vatican            | 836         |

Source : Eurostat et instituts nationaux. En gris les pays ne faisant pas partie de l'Union européenne.
* : En 2015, le Royaume-Uni faisait toujours partie de l'Union européenne.

## Indicateur démographique
Ce tableau regroupe par simple calcul les données démographiques cumulées observées depuis 1960 dans les dix pays les plus peuplés d'Europe, à savoir, la Russie, l'Allemagne, la France, le Royaume-Uni, l'Italie, l'Espagne, l'Ukraine, la Pologne, la Roumanie et les Pays-Bas.
| Année | Population  | Naissances annuelles | Décès annuels | Solde naturel annuel | Taux de natalité (‰) | Taux de mortalité (‰) | Solde naturel (‰) | Indice de fécondité |
| ----- | ----------- | -------------------- | ------------- | -------------------- | -------------------- | --------------------- | ----------------- | ------------------- |
| 1960  | 472 984 000 | 9 495 261            | 4 406 579     | 5 088 682            | 20,1                 | 9,3                   | 10,8              |                     |
| 1965  | 497 814 000 | 8 602 781            | 4 666 770     | 3 936 011            | 17,3                 | 9,4                   | 7,9               |                     |
| 1970  | 514 720 000 | 8 202 009            | 5 097 456     | 3 104 553            | 15,9                 | 9,9                   | 6,0               |                     |
| 1975  | 534 344 000 | 7 806 960            | 5 471 774     | 2 335 186            | 14,6                 | 10,2                  | 4,4               |                     |
| 1980  | 543 400 000 | 7 849 556            | 5 793 550     | 2 056 006            | 14,4                 | 10,7                  | 3,7               |                     |
| 1985  | 552 782 000 | 7 719 036            | 6 006 415     | 1 712 621            | 14,0                 | 10,9                  | 3,1               |                     |
| 1990  | 570 728 000 | 7 135 726            | 6 011 059     | 1 124 667            | 12,5                 | 10,5                  | 2,0               |                     |
| 1995  | 570 511 000 | 5 843 174            | 6 752 958     | -909 784             | 10,2                 | 11,8                  | -1,6              |                     |
| 2000  | 570 287 000 | 5 632 895            | 6 646 448     | -1 013 553           | 9,9                  | 11,3                  | -1,4              |                     |
| 2005  | 571 421 000 | 5 868 443            | 6 727 424     | -858 931             | 10,3                 | 11,8                  | -1,5              |                     |
| 2010  | 577 607 000 | 6 430 894            | 6 429 681     | 1 213                | 11,1                 | 11,1                  | 0                 |                     |
| 2015  | 583 539 000 | 6 257 490            | 6 483 529     | -226 039             | 10,7                 | 11,1                  | -0,4              |                     |

## Langues
Administrativement, l'allemand, l'anglais, le russe, le français, l'espagnol et l'italien dominent mais l'Europe est linguistiquement beaucoup plus riche puisque les 50 États européens (tous souverains, hormis Gibraltar) de la grande Europe géographique regroupent 35 langues officielles, enrichies de 225 langues secondaires non officielles. À tel point qu'Umberto Eco dit : « la langue de l'Europe, c'est la traduction ».

## Religions
Le christianisme est la religion dominante en Europe et y est divisée en trois grandes confessions : le protestantisme, l'orthodoxie et le catholicisme.
Après le christianisme, l'islam est la deuxième religion en Europe, avec 44 millions de musulmans.
D'importantes communautés juives résident au sein des grandes villes européennes telles que Paris, Londres ou encore Marseille.
L'irréligion et l'athéisme sont fortement implantés sur le sol européen.